# Josep Bru i Jardí
Josep Bru i Jardí (Tivissa, 1893 - Barcelona, 1983) fou un periodista i polític carlista català.
Des que era jove col·laborà en diversos diaris tradicionalistes, sent secretari de redacció de La Trinchera (1912-1915), redactor i director d'El Correo de Lérida (1915-17) i redactor d'El Correo Catalán (1917-1927).
El novembre de 1917 Bru va participar en lo Congrés de Joves tradicionalistes catalans al Círcol Tradicionalista de Barcelona amb Vicenç Carbó, Francesc Aizcorbe, Joan Baptista Roca, Àngel Marquès, Pere Roma i Bernardí Ramonell. Este congrés, organitzat amb lo propòsit de reorganitzar el tradicionalisme català i revisar-ne el seu programa, va ser criticat pels periòdics afectes a Mella com El Norte de Girona, que el va acusar de fer maneigs per a afavorir l'aliança amb la Lliga Regionalista i trencar la unitat del partit, un any abans que fossen los dirigents mellistes qui finalment se'n separessen.
Fou membre de la Confederació Regional de Catalunya dels Sindicats Lliures i vicepresident del Sindicat Professional de Periodistes de Barcelona. Lo novembre del 1927 va presidir a Madrid lo III Congrés de la Confederació de Sindicats Lliures al saló d'actes de la societat mercantil «La Única». L'any 1928 lo govern d'Espanya de la Dictadura de Primo de Rivera el nomenà assembleista com a representant de la vida nacional.
Instaurada la Segona República Espanyola, l'any 1932 va adquirir el Correo de Tortosa i en fou director fins al 1936. El 1934 substituí Tomàs Caylà i Grau com a cap províncial de la Comunió Tradicionalista a Tarragona.
Participà en la revolta contra la República del 18 de juliol i va formar part de la comissió carlista d'Afers per a Catalunya. Va fugir a la zona revoltada i participà en la patrocinadora que constituí a Pamplona el Terç de Requetès de la Mare de Déu de Montserrat. Va ser un dels vuit catalans que van actuar com a testimoni contra Manuel Carrasco i Formiguera en lo consell de guerra que se li va fer a Burgos l'any 1938, tot i que després va dir que la seva execució havia sigut un «terrible error polític».
Després de la guerra fou lo primer soci fundador de l'Associació de la Premsa de Barcelona i redactor en cap de Diario de Barcelona fins a la seua jubilació el 1961. Dins del carlisme va ser, juntament amb Pere Roma i d'altres, un dels principals representants a Catalunya del corrent carlooctavista, que defensava els drets de Carles Pius d'Habsburg-Lorena i Borbó a la corona d'Espanya.
Com a funcionari municipal, Josep Bru va ser sotsdirector en cap negociat d'Estadística Administrativa i sotsdirector de l'Institut Municipal d'Estadística. Va rebre la Medalla d'Argent de la Ciutat de Barcelona i era comendador de l'Orde d'Isabel la Catòlica. En morir, la seua família va rebre el condol del president de la Generalitat Jordi Pujol, l'alcalde de Barcelona Pasqual Maragall i el president de l'Associació de la Premsa de Barcelona Roger Jiménez.
Lo seu germà, Lluís Bru i Jardí, fou diputat d'Esquerra Republicana de Catalunya al Parlament de Catalunya durant la Segona República.